# Kluzjowate
Kluzjowate, okrętnicowate (Clusiacaceae Lindl., Guttiferae Juss.) – rodzina roślin zielnych i drzewiastych z rzędu malpigiowców. Obejmuje ok. 750 gatunków grupowanych w 14 rodzajów. Rośliny te występują w strefie międzyzwrotnikowej, we florze Polski brak jej rodzimych przedstawicieli. Do ważnych roślin użytkowych należy uprawiany powszechnie w tropikach mangostan właściwy, ale i inne gatunki z rodzaju mangostan dostarczają jadalnych, choć bardziej kwaśnych owoców. W Ameryce Południowej dla jadalnych owoców uprawia się także gatunki Platonia insignis, Moronobea coccinea i Garcinia brasilensis. Z nasion roślin z rodzaju Allanblackia i gatunku Garcinia indica pozyskuje się oleje służące do wyrobu margaryn odpowiednio w Afryce Zachodniej i Azji. Z soku mlecznego niektórych gatunków wyrabia się barwniki.

## Morfologia

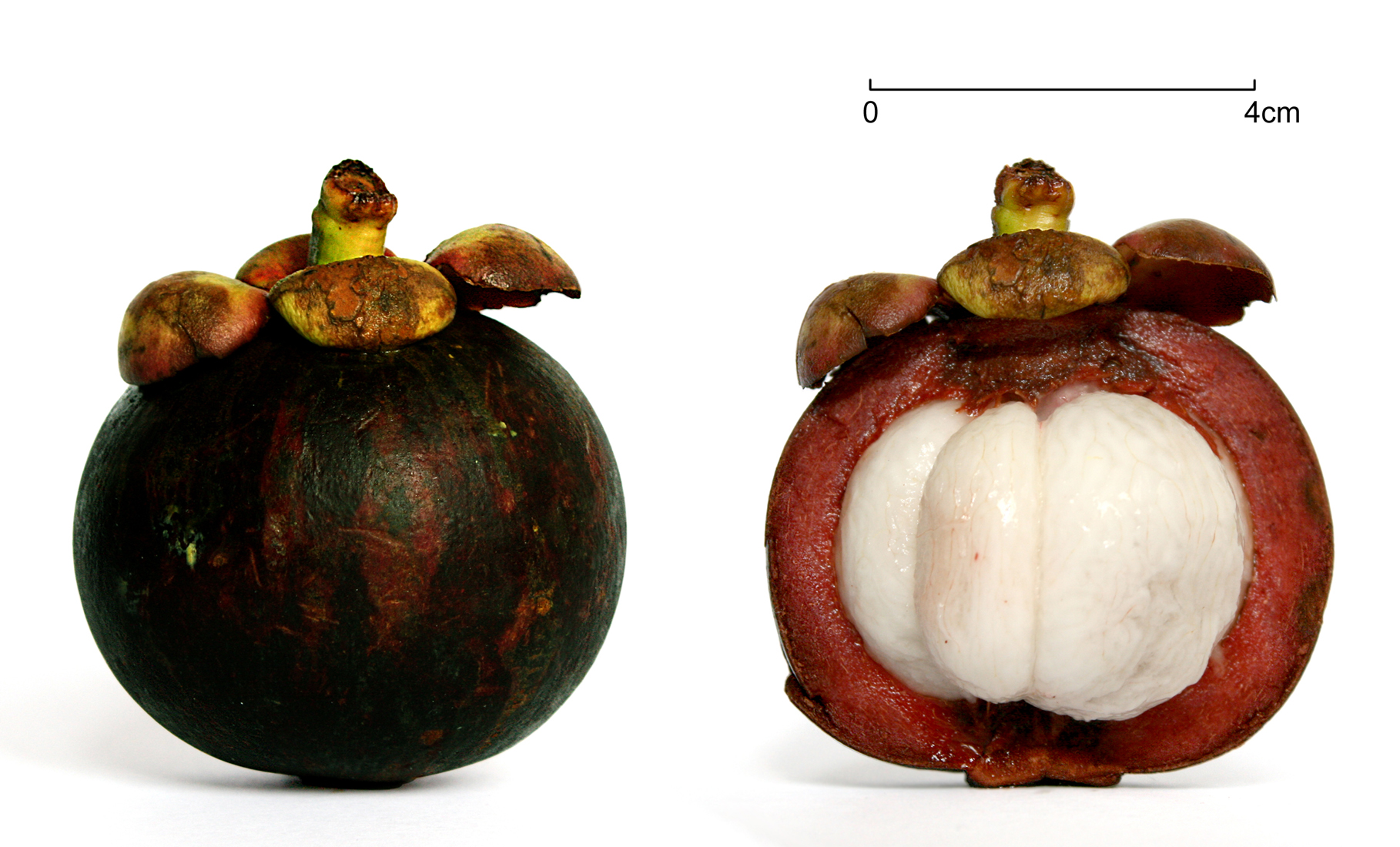
Owoc mangostanu właściwego

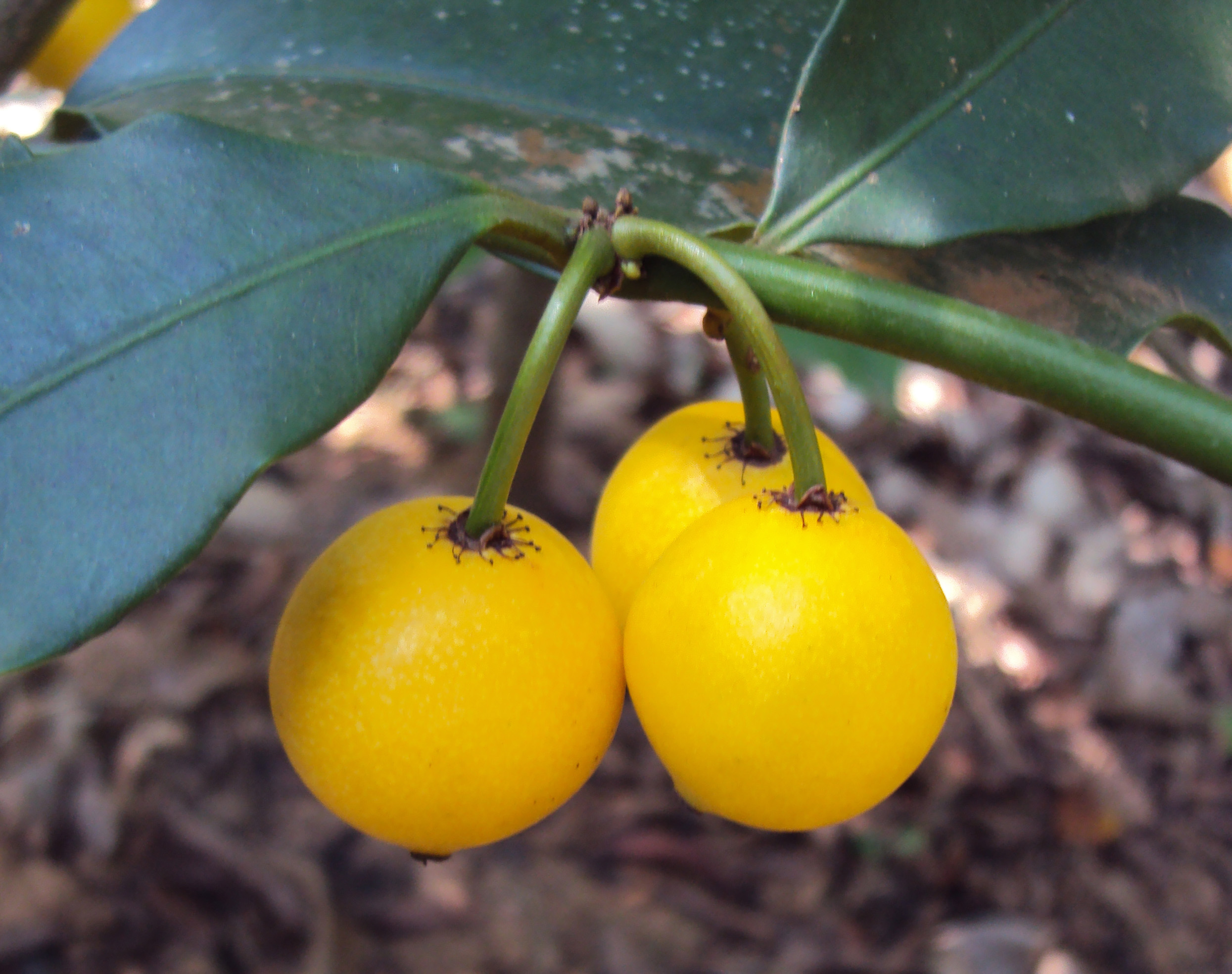
Owoce Garcinia intermedia

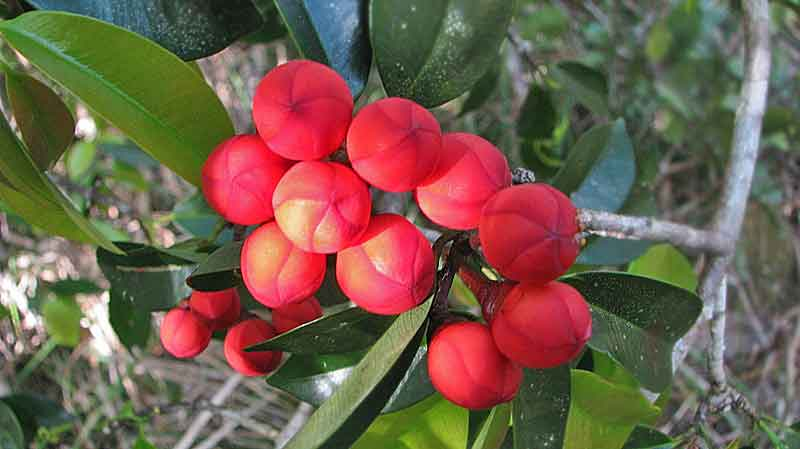
Pąki kwiatowe Symphonia globulifera

PokrójZimozielone krzewy i drzewa, zarówno naziemne jak i rosnące jako epifity. Różne części roślin pokryte są gruczołkami, a w pędach znajdują się rurki mleczne wydzielające w przypadku uszkodzenia biały lub żółty sok mleczny. Wzdłuż pędów wytwarzają często korzenie powietrzne.
LiścieNaprzeciwległe, rzadko okółkowe,  bez przylistków u nasady, ale czasem z parą gruczołków. Blaszki zwykle ogonkowe, pojedyncze, całobrzegie.
KwiatyZebrane w wierzchotkowe kwiatostany w szczytowej części pędów lub w kątach liści, rzadziej wyrastają pojedynczo. Kwiaty są obupłciowe lub jednopłciowe i zawsze promieniste. Działki kielicha występują w liczbie dwóch, czterech lub pięciu (rzadko do 20) i są zwykle wolne. Płatki korony w liczbie (najczęściej) czterech lub pięciu, są wolne. Pręciki liczne, rzadziej tylko cztery, są wolne lub wyrastają zebrane w pęczki. Pylniki pękają podłużnymi pęknięciami. Zalążnia górna, powstaje z 1–5 owocolistków (rzadko 20), z których każdy tworzy szyjkę słupka lub zrastają się w jedną. Znamię jest siedzące.
OwoceTorebki lub jagody zawierające nasiona z osnówkami lub oskrzydlone.

## Systematyka
W przeszłości rodzina była różnie ujmowana, w tym często szeroko, jako Guttiferae obejmując rośliny wyodrębniane obecnie w rodziny dziurawcowatych, gumiakowatych i Bonnetiaceae. Podział na mniejsze rodziny nastąpił po odkryciu siostrzanej relacji między dziurawcowatymi i zasennikowatymi.
Pozycja systematyczna i podział według APweb (aktualizowany system APG IV z 2016)
Rodzina wąsko definiowana (tylko 14 rodzajów) jako grupa siostrzana dla Bonnetiaceae, wchodzi w skład kladu wspólnego m.in. z dziurawcowatymi w obrębie rzędu malpigiowców (Malpighiales).
|  | Ctenolophonaceae                                                                                       |
|  | |
|  | \| \| Erythroxylaceae – krasnodrzewowate \| \| \| \| \| \| Rhizophoraceae – korzeniarowate \| \| \| \| |
|  | |
|  | Erythroxylaceae – krasnodrzewowate                                                                     |
|  | |
|  | Rhizophoraceae – korzeniarowate                                                                        |
|  | |

|  | Erythroxylaceae – krasnodrzewowate |
|  |                                    |
|  | Rhizophoraceae – korzeniarowate    |
|  |                                    |

|  | Irvingiaceae – irwingiowate |
|  |                             |
|  | Pandaceae                   |
|  |                             |

|  | Clusiaceae – kluzjowate |
|  |                         |
|  | Bonnetiaceae            |
|  |                         |

|  | Calophyllaceae – gumiakowate                                                                   |
|  |                                                                                                |
|  | \| \| Hypericaceae – dziurawcowate \| \| \| \| \| \| Podostemaceae – zasennikowate \| \| \| \| |
|  |                                                                                                |
|  | Hypericaceae – dziurawcowate                                                                   |
|  |                                                                                                |
|  | Podostemaceae – zasennikowate                                                                  |
|  |                                                                                                |

|  | Hypericaceae – dziurawcowate  |
|  |                               |
|  | Podostemaceae – zasennikowate |
|  |                               |

|  | Clusiaceae – kluzjowate |
|  |                         |
|  | Bonnetiaceae            |
|  |                         |

|  | Calophyllaceae – gumiakowate                                                                   |
|  |                                                                                                |
|  | \| \| Hypericaceae – dziurawcowate \| \| \| \| \| \| Podostemaceae – zasennikowate \| \| \| \| |
|  |                                                                                                |
|  | Hypericaceae – dziurawcowate                                                                   |
|  |                                                                                                |
|  | Podostemaceae – zasennikowate                                                                  |
|  |                                                                                                |

|  | Hypericaceae – dziurawcowate  |
|  |                               |
|  | Podostemaceae – zasennikowate |
|  |                               |

|  | Clusiaceae – kluzjowate |
|  |                         |
|  | Bonnetiaceae            |
|  |                         |

|  | Calophyllaceae – gumiakowate                                                                   |
|  |                                                                                                |
|  | \| \| Hypericaceae – dziurawcowate \| \| \| \| \| \| Podostemaceae – zasennikowate \| \| \| \| |
|  |                                                                                                |
|  | Hypericaceae – dziurawcowate                                                                   |
|  |                                                                                                |
|  | Podostemaceae – zasennikowate                                                                  |
|  |                                                                                                |

|  | Hypericaceae – dziurawcowate  |
|  |                               |
|  | Podostemaceae – zasennikowate |
|  |                               |

|  | Clusiaceae – kluzjowate |
|  |                         |
|  | Bonnetiaceae            |
|  |                         |

|  | Calophyllaceae – gumiakowate                                                                   |
|  |                                                                                                |
|  | \| \| Hypericaceae – dziurawcowate \| \| \| \| \| \| Podostemaceae – zasennikowate \| \| \| \| |
|  |                                                                                                |
|  | Hypericaceae – dziurawcowate                                                                   |
|  |                                                                                                |
|  | Podostemaceae – zasennikowate                                                                  |
|  |                                                                                                |

|  | Hypericaceae – dziurawcowate  |
|  |                               |
|  | Podostemaceae – zasennikowate |
|  |                               |

|  | Ctenolophonaceae                                                                                       |
|  | |
|  | \| \| Erythroxylaceae – krasnodrzewowate \| \| \| \| \| \| Rhizophoraceae – korzeniarowate \| \| \| \| |
|  | |
|  | Erythroxylaceae – krasnodrzewowate                                                                     |
|  | |
|  | Rhizophoraceae – korzeniarowate                                                                        |
|  | |

|  | Erythroxylaceae – krasnodrzewowate |
|  |                                    |
|  | Rhizophoraceae – korzeniarowate    |
|  |                                    |

|  | Irvingiaceae – irwingiowate |
|  |                             |
|  | Pandaceae                   |
|  |                             |

|  | Clusiaceae – kluzjowate |
|  |                         |
|  | Bonnetiaceae            |
|  |                         |

|  | Calophyllaceae – gumiakowate                                                                   |
|  |                                                                                                |
|  | \| \| Hypericaceae – dziurawcowate \| \| \| \| \| \| Podostemaceae – zasennikowate \| \| \| \| |
|  |                                                                                                |
|  | Hypericaceae – dziurawcowate                                                                   |
|  |                                                                                                |
|  | Podostemaceae – zasennikowate                                                                  |
|  |                                                                                                |

|  | Hypericaceae – dziurawcowate  |
|  |                               |
|  | Podostemaceae – zasennikowate |
|  |                               |

|  | Clusiaceae – kluzjowate |
|  |                         |
|  | Bonnetiaceae            |
|  |                         |

|  | Calophyllaceae – gumiakowate                                                                   |
|  |                                                                                                |
|  | \| \| Hypericaceae – dziurawcowate \| \| \| \| \| \| Podostemaceae – zasennikowate \| \| \| \| |
|  |                                                                                                |
|  | Hypericaceae – dziurawcowate                                                                   |
|  |                                                                                                |
|  | Podostemaceae – zasennikowate                                                                  |
|  |                                                                                                |

|  | Hypericaceae – dziurawcowate  |
|  |                               |
|  | Podostemaceae – zasennikowate |
|  |                               |

|  | Clusiaceae – kluzjowate |
|  |                         |
|  | Bonnetiaceae            |
|  |                         |

|  | Calophyllaceae – gumiakowate                                                                   |
|  |                                                                                                |
|  | \| \| Hypericaceae – dziurawcowate \| \| \| \| \| \| Podostemaceae – zasennikowate \| \| \| \| |
|  |                                                                                                |
|  | Hypericaceae – dziurawcowate                                                                   |
|  |                                                                                                |
|  | Podostemaceae – zasennikowate                                                                  |
|  |                                                                                                |

|  | Hypericaceae – dziurawcowate  |
|  |                               |
|  | Podostemaceae – zasennikowate |
|  |                               |

|  | Clusiaceae – kluzjowate |
|  |                         |
|  | Bonnetiaceae            |
|  |                         |

|  | Calophyllaceae – gumiakowate                                                                   |
|  |                                                                                                |
|  | \| \| Hypericaceae – dziurawcowate \| \| \| \| \| \| Podostemaceae – zasennikowate \| \| \| \| |
|  |                                                                                                |
|  | Hypericaceae – dziurawcowate                                                                   |
|  |                                                                                                |
|  | Podostemaceae – zasennikowate                                                                  |
|  |                                                                                                |

|  | Hypericaceae – dziurawcowate  |
|  |                               |
|  | Podostemaceae – zasennikowate |
|  |                               |

Podział i wykaz rodzajów
|  | Clusieae                                                   |
|  |                                                            |
|  | \| \| Garcinieae \| \| \| \| \| \| Symphonieae \| \| \| \| |
|  |                                                            |
|  | Garcinieae                                                 |
|  |                                                            |
|  | Symphonieae                                                |
|  |                                                            |

|  | Garcinieae  |
|  |             |
|  | Symphonieae |
|  |             |

|  | Clusieae                                                   |
|  |                                                            |
|  | \| \| Garcinieae \| \| \| \| \| \| Symphonieae \| \| \| \| |
|  |                                                            |
|  | Garcinieae                                                 |
|  |                                                            |
|  | Symphonieae                                                |
|  |                                                            |

|  | Garcinieae  |
|  |             |
|  | Symphonieae |
|  |             |

Podrodzina Clusieae Choisy
- Chrysochlamys Poeppig
- Clusia L. – kluzja, okrętnica
- Dystovomita (Engl.) D'Arcy
- Tovomita Aublet
- Tovomitopsis Planchon & Triana

Podrodzina Garcinieae Choisy
- Allanblackia Bentham
- Garcinia L. – mangostan

Podrodzina Symphonieae Choisy
- Lorostemon Ducke
- Montrouziera Planchon & Triana
- Moronobea Aublet
- Pentadesma Sabine
- Platonia Mart.
- Symphonia L.f.
- Thysanostemon Maguire